# نهر أشبورتون (أستراليا الغربية)
يقع نهر أشبورتون داخل منطقة بيلبرا في غرب أستراليا.